# Sankt Marein bei Graz
Sankt Marein bei Graz är en köpingskommun i distriktet Graz-Umgebung i det österrikiska förbundslandet Steiermark. Kommunen har 3 758 invånare (2024) och består av fem orter/ortsdelar (Ortschaften) (inom parentes invånarantal 1 januari 2024):
- Petersdorf II (900)
- Kohldorf (269)
- Krumegg (1 152)
- Sankt Marein bei Graz-Markt (651)
- Sankt Marein bei Graz-Umgebung (786)

Den nuvarande kommunen bildades 2015 vid en kommunreform i Steiermark genom en sammanslagning av kommunerna Krumegg, Petersdorf II och Sankt Marein bei Graz. Petersdorf II låg innan sammanslagningen i distriktet Südoststeiermark.